# Sigigok Raya
Sigigok Raya is een bestuurslaag in het regentschap Ogan Komering Ulu Selatan van de provincie Zuid-Sumatra, Indonesië. Sigigok Raya telt 896 inwoners (volkstelling 2010).